# Massif de Kodes
Pour les articles homonymes, voir Kodes.

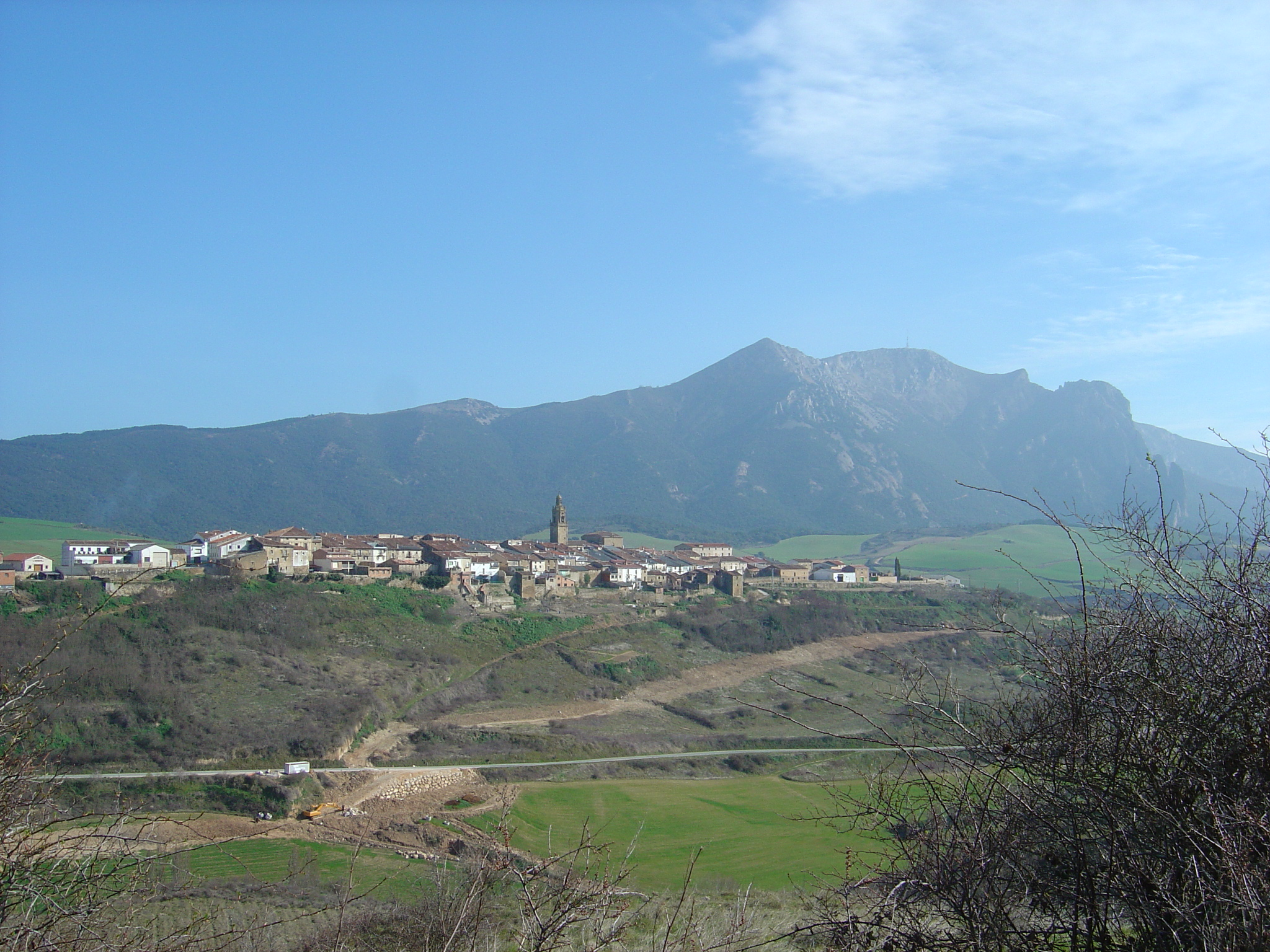
Vue du massif de Kodes.

Le massif de Kodes ou le massif de Ioar se situe dans province d'Alava et de la Navarre, dans les Montagnes basques.

## Sommets[1]
- Ioar ou Joar, 1 417 m 42° 38′ 04″ nord, 2° 20′ 54″ ouest (entre l'Alava et la Navarre)
- Grudo, 1 363 m 42° 38′ 02″ nord, 2° 21′ 25″ ouest (Navarre)
- La Plana, 1 338 m 42° 38′ 07″ nord, 2° 19′ 58″ ouest (Navarre)
- Pico Royo, 1 321 m 42° 37′ 51″ nord, 2° 20′ 50″ ouest (Navarre)
- Peña Blanca, 1 249 m 42° 37′ 42″ nord, 2° 20′ 55″ ouest (Navarre)
- San Cristóbal, 1 244 m 42° 38′ 28″ nord, 2° 20′ 09″ ouest (entre l'Alava et la Navarre)
- Costalera, 1 233 m 42° 39′ 05″ nord, 2° 18′ 01″ ouest (entre l'Alava et la Navarre)
- Costalera Occidental, 1 228 m 42° 39′ 09″ nord, 2° 18′ 24″ ouest (entre l'Alava et la Navarre)
- Puntarredonda, 1 202 m 42° 38′ 46″ nord, 2° 19′ 56″ ouest (entre l'Alava et la Navarre)
- Peña de los Cencerros, 1 171 m 42° 37′ 59″ nord, 2° 20′ 24″ ouest (Navarre)
- Gallet, 1 158 m 42° 38′ 57″ nord, 2° 17′ 28″ ouest (Navarre)
- Peña Humada, 1 155 m 42° 38′ 13″ nord, 2° 22′ 01″ ouest (entre l'Alava et la Navarre)
- Malpika Occidental, 1 110 m 42° 37′ 41″ nord, 2° 19′ 13″ ouest (Navarre)
- Malpika, 1 087 m 42° 37′ 39″ nord, 2° 19′ 06″ ouest (Navarre)
- La Cogolla, 1 072 m 42° 39′ 25″ nord, 2° 19′ 08″ ouest (Alava)
- Sierra Txikita, 990 m 42° 38′ 08″ nord, 2° 23′ 09″ ouest (Navarre)
- Peña los Cencerros, 989 m 42° 39′ 22″ nord, 2° 17′ 46″ ouest (Alava)
- Peña Otxanda, 914 m 42° 37′ 46″ nord, 2° 24′ 01″ ouest (Navarre)
- Aldosilla, 766 m 42° 39′ 54″ nord, 2° 18′ 01″ ouest (Alava)
- Castejón, 657 m 42° 40′ 43″ nord, 2° 17′ 18″ ouest (Navarre)